# Politecnico di Częstochowa
Il Politecnico di Częstochowa (in polacco: Politechnika Częstochowska, abbreviato in PCz) è la più antica istituzione di educazione superiore della città di Częstochowa in Polonia.

## Rettori
- Jerzy Kołakowski (1949-1959)
- Wacław Sakwa (1959-1965)
- Jan Grajcar (1965-1970)
- Kazimierz Moszoro (1970-1974)
- Józef Ledwoń (1974-1981)
- Janusz Braszczyński (1981-1982)
- Józef Ledwoń (1982-1984)
- Janusz Elsner (1984-1990)
- Janusz Braszczyński (1990-1996)
- Janusz Szopa (1996-2002)
- Henryk Dyja (2002-2005)
- January Bień (2005-2008)
- Maria Nowicka-Skowron (dal 2008)